# Stephen Vaughan
Stephen Vaughan (Londen (?), ca. 1502 – aldaar, 25 december 1549) was een Engels koopman, diplomaat en parlementslid. Van 1532 tot 1546 was hij Engels gezant in de Habsburgse Nederlanden. Vaardig combineerde hij de taken van financier, diplomaat en inlichtingenagent.

## Leven
Vaughan was een Londens koopman, aangesloten bij de Worshipful Company of Merchant Taylors en de Company of Merchant Adventurers of London. Hij was actief in de wol- en lakenhandel. Uiterlijk in 1524 trad hij in dienst van Thomas Cromwell, voor wie hij opdrachten uitvoerde in Antwerpen. Zo raakte hij betrokken bij de Engelse hofpolitiek. Koning Hendrik VIII begon gebruik te maken van zijn diensten en stelde hem in 1530 aan tot koninklijk agent. Vanuit Antwerpen moest hij buitenlandse leningen bekomen, wat niet steeds van een leien dakje liep. Hij bouwde een netwerk uit in de Beurs van Antwerpen en reisde geregeld naar de markten van Brugge, Gent en Bergen op Zoom, maar ook naar Duitsland. 
Als reformator legde Vaughan in de Nederlanden contact met zijn geloofs- en landgenoten Robert Barnes en William Tyndale. Op last van Hendrik VIII probeerde hij Tyndale in 1531 ervan te overtuigen zijn ketterse denkbeelden te herroepen en terug te keren naar Engeland, klaarblijkelijk met de bedoeling dat hij theologische ondersteuning zou bieden voor het annuleren van het koninklijke huwelijk. In zijn brieven deelde Vaughan ook mee welke voorwaarden Tyndale stelde om een gedrukte bijbel in de volkstaal te verspreiden in Engeland. Zelf was Vaughan sinds 1529 het voorwerp van een onderzoek wegens ketterij, opgestart op klacht van John Hutton, gouverneur van de Royal Merchants. Dit was niet ongerelateerd aan de val van zijn beschermheer Cromwell. Toen deze in 1530 weer in genade werd aangenomen, verbeterde ook de positie van Vaughan in Antwerpen. Hij voerde verschillende politieke missies uit: naar Frankrijk in 1532, naar Duitsland in 1533, naar Denemarken in 1535 en naar Engeland in 1536 om te observeren wat er gezegd werd tussen Eustache Chapuys en Catharina van Aragon. 
Na de dood van John Hackett was Vaughan in oktober 1534 hoofdfactor geworden van het Engels Huis in Antwerpen en na Huttons dood op 5 september 1538 volgde hij hem op aan het hoofd van de Merchant Adventurers. Ook werd hij toen ambassadeur aan het hof van Maria van Hongarije in Brussel. Hij moest de regentes duidelijk maken dat het Engelse beroep op de kapitaalmarkt niet in de weg stond van de Habsburgse behoeften, terwijl geslepen figuren als Gaspar Ducci de voorwaarden opdreven door allerlei ondoorzichtige commissies. Het was geen gemakkelijke taak, nog bemoeilijkt door de geringe Engelse kredietwaardigheid. 
Behalve met staatsfinanciering was Vaughan ook bezig met inlichtingenverzameling, grenzend aan spionage, en met diplomatie. Met Thomas Wriothesley vormde hij in het najaar van 1538 een ambassade naar Maria van Hongarije in verband met een huwelijk tussen Hendrik VIII en Christina van Denemarken. Hoewel dit afsprong, bleef Vaughan in Brussel. In december 1539 vergezelde hij de aanstaande koningin Anna van Kleef naar Londen. Terug in Brussel onderhandelde hij in 1541 vergeefs over de intrekking van de handelsbelemmeringen tegen Engelse waar. Tijdens de Italiaanse Oorlog (1542-1546), waarin de Habsburgers en de Engelsen bondgenoten waren, rekruteerde hij Duitse huurlingen en haalde hij geld op. Vanaf mei 1544 was hij de financiële hoofdagent van de Engelse Kroon in de Nederlanden. Hij doorgrondde de Antwerpse beurs beter en had nauwere contacten met bankiers als de Fuggers en de Welsers, waardoor hij meer realistische voorwaarden bekwam, zij het nog altijd niet bijzonder gunstig. 
Op 8 september 1546 kreeg hij ontslag en keerde hij terug naar Engeland, waar hij eindelijk ambten kon uitoefenen waarin hij in absentia was benoemd (under-treasurer in de Londense Munt en clerk of dispensations and faculties in de kanselarij). Op 26 oktober 1547 nam hij voor Lancaster zitting in het Lagerhuis. Hij stierf korte tijd later en zijn diensten raakten vergeten. Met Thomas Gresham zou na Vaughan een nieuwe Engelse sleutelfiguur verschijnen op de Antwerpse kapitaalmarkt.

## In de letteren
Hilary Mantel voerde Vaughan op in haar historische roman Wolf Hall uit 2009.